# Phragmatobia monticola
Phragmatobia monticola är en fjärilsart som beskrevs av Daniel 1970. Phragmatobia monticola ingår i släktet Phragmatobia och familjen björnspinnare. Inga underarter finns listade i Catalogue of Life.